# John R. Dellenback
John Richard Dellenback (* 6. November 1918 in Chicago, Illinois; † 7. Dezember 2002 in Medford, Oregon) war ein US-amerikanischer Politiker. Zwischen 1967 und 1975 vertrat er den vierten Wahlbezirk des Bundesstaates Oregon im US-Repräsentantenhaus.

## Werdegang
John Dellenback besuchte bis 1940 die Yale University und diente während des Zweiten Weltkrieges in der US-Marine. Später gehörte er der Reserve dieser Waffengattung an. Nach dem Krieg setzte er seine Ausbildung mit einem Jurastudium an der University of Michigan fort. Nach seiner 1949 erfolgten Zulassung als Rechtsanwalt begann er in seinem neuen Beruf zu arbeiten. Gleichzeitig hielt er selbst juristische Vorlesungen am Oregon State College, der heutigen Oregon State University.
Politisch wurde Dellenback Mitglied der Republikanischen Partei, deren Republican National Conventions er in den Jahren 1964, 1968 und 1972 als Delegierter besuchte. Er gehörte zwischen 1960 und 1966 dem Repräsentantenhaus von Oregon an und war stellvertretender Vorsitzender des Rechtsausschusses (Judicial Council) dieses Staates.
1966 wurde Dellenback in das US-Repräsentantenhaus gewählt, wo er am 3. Januar 1967 Robert B. Duncan ablöste. Da er in den folgenden Jahren jeweils in seinem Amt bestätigt wurde, konnte er bis zum 3. Januar 1975 insgesamt vier Legislaturperioden im Kongress absolvieren. Dort setzte er sich unter anderem für ein Gesetz ein, das die Betreiber von Pipelines und Öltanker für Umweltschäden durch Unfälle haftbar machen sollte. Bei den Wahlen des Jahres 1974 unterlag er dem Demokraten James H. Weaver. Diese Wahlniederlage war vor allem der Watergate-Affäre zuzuschreiben.
Nach dem Ende seiner Zeit im Kongress wurde Dellenback vom neuen Präsidenten Gerald Ford zum Direktor des Friedenscorps berufen. Dieses Amt bekleidete er zwischen 1975 und 1977. Danach war er von 1977 bis 1988 Präsident der Vereinigung christlicher Hochschulen (Coalition of Christian Colleges & Universities). John Dellenback war mit Mary Jane Dellenback verheiratet. Er starb im Dezember 2002 in Medford.